# Dichomeris acuminatus
Dichomeris acuminatus is een vlinder uit de familie tastermotten (Gelechiidae). De wetenschappelijke naam is voor het eerst geldig gepubliceerd in 1876 door Otto Staudinger.
De soort komt voor in Europa.